# Thank You (Led-Zeppelin-Lied)
Thank You ist ein Song der britischen Rockband Led Zeppelin aus ihrem im Jahr 1969 veröffentlichtem Album Led Zeppelin II.

## Hintergrund
Thank You ist der erste Song, für den der Sänger Robert Plant den Text allein schrieb. Plant widmete den Song seiner damaligen Ehefrau Maureen. Thank You markierte auch den Zeitpunkt, an dem der Sänger begann, sich mehr mit dem Schreiben von Texten zu befassen. Das Lied wurde mit dem britischen Musikproduzent Andy Johns in den Morgan Studios in London aufgenommen. Später wurde es von Eddie Kramer in New York abgemischt. Ab Ende 1969 und während der Tournee im Januar 1970 war das Lied bei ihren Auftritten zu hören. In dem Lied spielt John Paul Jones eine feinfühlige Passage auf einer Hammondorgel, die in einen scheinbaren Schluss verklingt, bevor sie ca. 10 Sekunden später in einem Crescendo wieder fortgesetzt wird. Für die Aufnahme spielte Page eine 12-saitige Gitarre von Vox.

## Rezeption
Im November 2010 führte Thank You die Gibsons Liste der „Top 10 Thanksgiving Songs“ an. Musikproduzent Rick Rubin sagte über die Struktur des Songs:

“The delicacy of the vocals is incredible; the acoustic guitar and the organ work together to create an otherworldly presence.”

„Die Zartheit des Gesangs ist unglaublich; Die akustische Gitarre und die Orgel arbeiten zusammen um eine jenseitige Präsenz zu erzeugen.“

Alek Keshishians Film Ein genialer Freak von 1994 enthält Duran Durans Coverversion des Songs. Thank You wurde auch von Chris Cornell auf seinem 2011 erschienenen Album Songbook gecovert und während seiner Tour mehrmals aufgeführt.

## Besetzung
- Robert Plant – Gesang
- Jimmy Page – Gitarre, Background-Gesang
- John Paul Jones – Bass, Orgel
- John Bonham – Schlagzeug